# Mercado Metálico (Badajoz)
El Mercado Metálico es una gran nave de estructura metálica del siglo XIX que inicialmente estaba situado en la plaza Alta de Badajoz, en la provincia del mismo nombre de la comunidad autónoma de Extremadura en España. La plaza Alta se halla en la zona antigua, cerca de la Alcazaba de Badajoz y el edificio se inauguró como «Mercado de Abastos» el 17 de septiembre de 1899. A esta estructura, que ocupaba casi la totalidad de la plaza, se trasladaron los puestos de venta que anteriormente estaban situados en los soportales de la plaza quedando estos más libres para el paso de personas y acceso a las viviendas. 

## La estructura
El edificio es de planta  rectangular, de tres cuerpos diáfanos con techos a cuatro aguas, separados por columnas cilíndricas que, además de actuar como elementos soporte de la carga del edificio, decoraban y hacían las funciones de límite de los puestos del mercado. Estas columnas sirven de apoyo para las vigas de celosía que separan las naves laterales, de menor altura, de la nave central longitudinal. La cubiertas de las naves tienen en su cerramiento superior varios huecos para la ventilación e iluminación natural. 
La fachada tiene un cerramiento de obra de fábrica de granito y de ladrillo visto, en su parte inferior, sobre el que apoyan y se insertan las columnas metálicas, coincidentes con el cierre perimetral. El cuerpo superior lo componen pilares metálicos apoyados en los de la nave inferior o principal y, transversalmente, se estabiliza la estructura con un cerchas metálicas con forma de arcos intermedios. Los ventanales protegían del sol, intenso en el verano en esta zona, mediante unas persianas de lamas de madera fijas que actualmente se han sustituido por otras de hierro. En las dos fachadas principales, la estructura superior está apoyada sobre viga de hierro, y como decoración de la parte superior, en el centro del arco principal hay un escudo con los símbolos de Castilla y León dentro de un rosetón  circular. En los laterales está el escudo de Badajoz también sobre rosetones circulares. El acceso se realiza mediante escalinatas de granito. El  semisótano original, que solo ocupaba parte del edificio, fue ampliado a toda extensión de la planta.

## Situación actual
Cuando el Consejo de Gobierno de la Junta de Extremadura decidió declararlo como Bien de Interés Cultural con categoría de «monumento» concretó sus limitaciones de uso utilizando la siguiente frase: '«Esta declaración implica que a partir de ahora los posibles usos que se le den a este bien deberán ser compatibles con su conservación y no podrán alterar su valor patrimonial.»' Entre 1975 y 1977 se desmontó el edificio y recompuso en el campus de la Universidad de Extremadura donde se ha habilitado como paraninfo, con sala de usos múltiples y sede de otras secciones de la Universidad, si bien lleva desde el 2007 cerrado debido a su mal estado de conservación. En 2017 se ha previsto su restauración, por lo que es posible que en 2019 esté de nuevo abierto a actos. 
El edificio es una muestra muy interesante de la arquitectura del hierro característica de finales del siglo XIX y comienzos del siglo XX. La arquitectura y la ingeniería han colaborado en esta construcción, de las que se conservan escasos ejemplares en Extremadura. De ahí su gran valor patrimonial.